# Grgur III.
Sveti Grgur III., papa od 18. ožujka 731. do 28. studenog 741. godine. 

## Životopis
Grgur II. je bio podrijetlom iz Sirije i za vrijeme ikonoklastičnih borbi u Bizantskom Carstvu 731. godine osuđuje protivnike slika (ikonoklaste), zbog čega je bizantski car Leon III. oduzeo od rimske jurisdikcije južnu Italiju, Iliriju i Grčku i predao je carigradskom patrijarhu. Njegov pontifikat označava prekid s Bizantom i početak veza papinstva s Franačkom državom.
Grgur je uz pomoć Bizanta uspio osloboditi Ravennu koja je bila u rukama Langobarda 733. godine. No, u isto vijeme je težio utvrđivanju Rima i tražio je potporu s carskim neprijateljima kao što je Langobardski kralj Liutprand, a kasnije Franci. Uporno je slao veleposlanike kralju Karlu Martelu, ali bez uspjeha. 
Grgur je promovirao Crkvu na sjeveru Europe, slao je u misije Svetog Bonifacija u Germaniju i Vilibalda u Bohemiju. Zaslužan je za ukrašavanje Rima i potporu samostanima. Njegov blagdan se slavi 28. studenog.